# Румен Петков (режисьор)
Вижте пояснителната страница за други личности с името Румен Петков.
Румен Петков (26 януари 1948 г. – 11 юни 2018 г.) е български режисьор на анимационни филми, носител на наградите „Grand Prize“ на Фестивала на анимациите в Отава (Канада) и „Златна палма“ от Фестивала в Кан. Той е създател на поредицата „Приключенията на Чоко и жабока Боко“, любима на децата през 80-те години.
През 1978 г. завършва магистърска степен в Софийския университет. По време на двегодишната си работа към анимационното студио „Класки Чупо“ работи върху анимационните сериали, измежду които „Rugrats“, „Aahhh!Real Monsters“ и „Duckman“.
От началото на 90-те години Петков живее в Холивуд. Той е един от режисьорите, сценаристи и художници на сторибордове на известните анимационни сериали Aaahh!!! Real Monsters (1994 – 1997), „Лабораторията на Декстър“ (1996 – 2003), „Крава и пиле“ (1997 – 1999), „Джони Браво“ (1997 – 2004), „Майк, Лу и Ог“ (1999 – 2001), „Новото шоу на Уди Кълвача“ (1999 – 2002) и „Приказки за Том и Джери“ (2006 – 2008).
Умира на 70 години на 11 юни 2018 г.